# نظام أسلحة القتال القريب

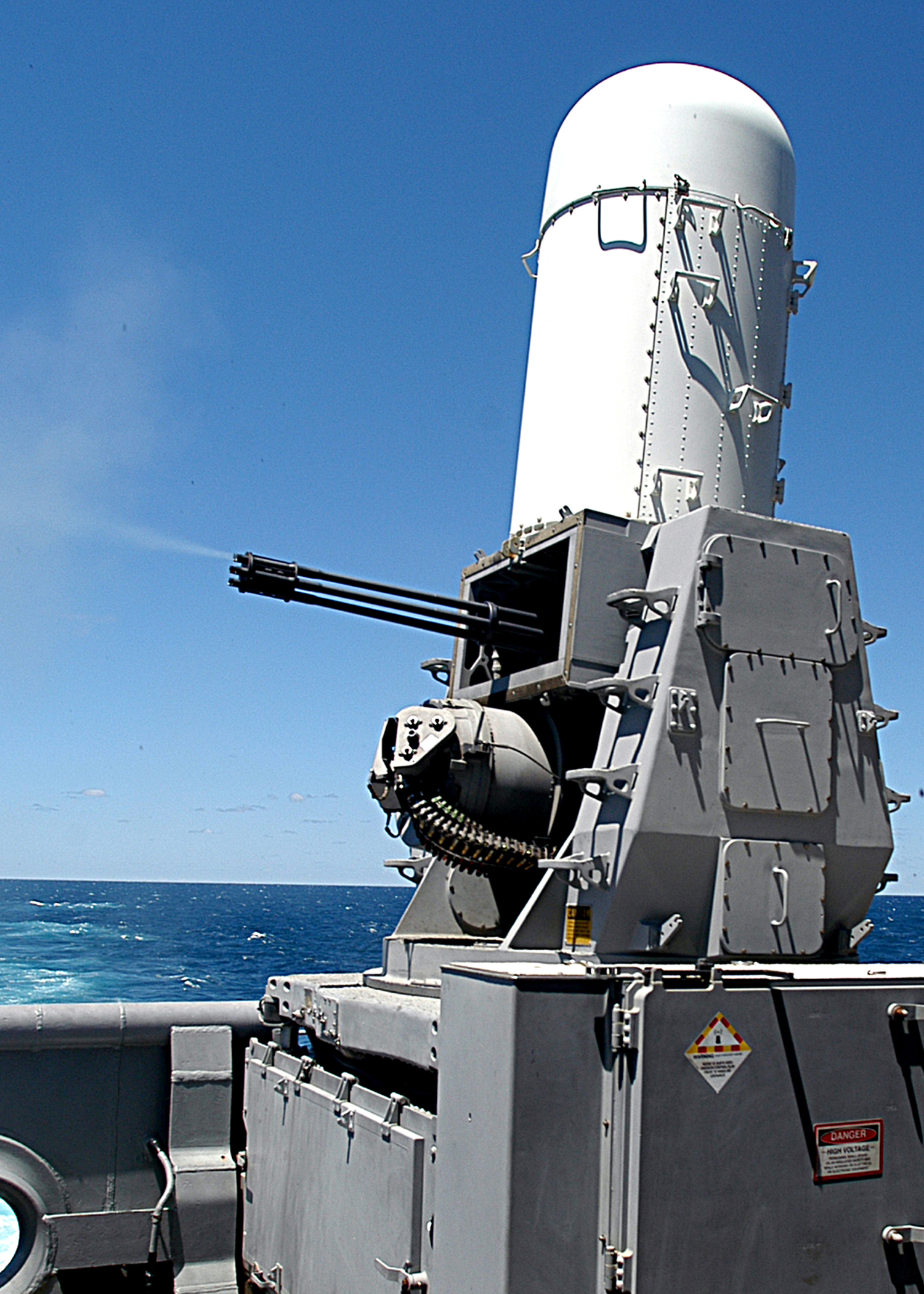
نظام فالانكس CIWS

نظام أسلحة القتال القريب (CIWS) هو نظام سلاح للدفاع عن نقطة، للكشف عن وتدمير الصواريخ قصيرة المدى الواردة، وطائرات العدو التي اخترقت الدفاعات الخارجية، ويُثبت عادة على متن السفن في القدرات البحرية.  وقد تم - تقريبا - تجهيزجميع فئات السفن الحربية الحديثة بنوع من أنظمة أسلحة القتال القريب.
وهناك نوعان من أنظمة.أسلحة القتال القريب. النظام المعتمد على المدفع وهو عادة ما يتكون من مجموعة من الرادارات وأجهزة الكمبيوتر ومدفع متعدد السبطانات (المواسير) وهو دوار وسريع الطلقات ومثبت على اعدة دوارة.  و أنظمة صواريخ تستخدام الأشعة تحت الحمراء، الرادار السلبي/ESM أو محطة رادار بالتوجيه شبه النشط لتوجيه الصواريخ لطائرات العدو أو غيرها من التهديدات.
وفي بعض الحالات، تستخدم أنظمة أسلحة القتال القريب على الأرض لحماية القواعد العسكرية، وفي هذه الحالة يمكنها أيضا حماية القاعدة من القذائف والصواريخ Rocket

## أنظمة مدفعية
أنظمة أسلحة القتال القريب ذات الأساس المدفعي تتكون عادة من مجموعة من الرادارات، وأجهزة الكمبيوتر،  ومدفع دوار وتلقائي الاستهداف. ومن أمثلة هذا النظام:
- أيه كي-630
- DARDO
- دينيل 35 مليمتر
- جول كيبر CIWS
- كاشتان  CIWS
- نظام فالانكس CIWS

### قيود أنظمة المدفعية
- قصيرة المدى: أقصى مدى فعال لنظام مدفعي 20 مليمتر هو  4,500 متر (14,800 قدم) وحتى أنظمة بقذائف أخف وزناً لها أيضاً أمدية. ومسافة القتل -المتوقعة في الحقيقة- لصاروخ مضاد للسفن متجه نحو السفينة هي حوالي 500 متر (1,600 قدم) أو أقل،[1] وهي مسافة لا تزال قريبة بما فيه الكفاية لتسبب ضررا على أجهزة أستشعار السفينة أو صفائف الاتصال، أو جرح أو قتل الأفراد المعرضين للخطر.
- الاحتمال المحدود للقتل: حتى إذا تمت إصابة الصاروخ وإحداث أعطاب به، فهذا قد لا يكون كافياً لتدميره بالكامل أو تغيير مساره بما فيه الكفاية لمنع الصاروخ، أو أجزاء منه، من ضرب الهدف المقصود، وينطبق هذا بشكل خاص إذا كان المدفع يطلق قذائف الطاقة الحركية.[2]

## الأنظمة الأرضية
تستخدم أنظمة أسلحة القتال القريب أيضا في أدوار برية كمضادة للهاون والصواريخ الدفاع، وذلك لحماية القواعد الثابتة والمؤقتة، وغيرها من المرافق.
وفي نطاق أضيق، تُستخدم نظم الحماية نشطة تستخدم في بعض الدبابات لتدمير القذائف الصاروخية (ار بي جي) ، والعديد منها قيد التطوير. وكان قد تم نشر نظام دروزد على دبابات مشاة البحرية السوفستية في بداية الثمانينيات، ولكن سرعان ما تم  استبداله في وقت لاحق بالدروع التفاعلية المتفجرة.
ومن الأنظمة الأخرى المتوفرة (ومازال بعضها تحت التطوير): الروسي (أرينا)، و الإسرائيلي (تروفي)، والأمريكي (كويك كيل) والجنوب أفريقي-السويدي المشترك (ليدز-150).

## نظم الليزر
وهي أنظمة أسلحة قتال قريب جاري بحثها، وقد تم نشر نموذج تنفيذي منها في أغسطس 2014 بالخليج العربي على متن السفينة USS Ponce. 